# Billesholms landskommun
Billesholms landskommun var en tidigare kommun i dåvarande Malmöhus län.

## Administrativ historik
Kommunen bildades som storkommun vid kommunreformen 1952 genom sammanläggning av landskommunerna Risekatslösa, Norra Vram (del av) och Södra Vram. 1971 övergick den från att vara landskommun till att bli en kommun av enhetlig typ, vilket inte påverkade namnet då den allmänna benämningen även tidigare normalt varit Billesholms kommun.
Kommunen upphörde med utgången av år 1973, då dess område uppgick i Bjuvs kommun.
Kommunkoden var 1207.

### Kyrklig tillhörighet
I kyrkligt hänseende tillhörde kommunen församlingarna Norra Vram och Risekatslösa.

## Geografi
Billesholms landskommun omfattade den 1 januari 1952 en areal av 60,58 km², varav 60,01 km² land.

### Tätorter i kommunen 1960
| Tätort            | Folkmängd |
| ----------------- | --------- |
| Billesholm        | 1 373     |
| Södra Vrams fälad | 420       |
| Södra Vram        | 221       |
| Ljungsgård        | 218       |
| Olstorp, del ava  | 133       |

Tätortsgraden i kommunen var den 1 november 1960 72,2 procent.

## Näringsliv
Vid folkräkningen den 31 december 1950 var befolkningen i kommunens huvudnäring uppdelad på följande sätt:
- 38,0 procent av befolkningen levde av industri och hantverk
- 25,7 procent av jordbruk med binäringar
- 14,5 procent av gruvbrytning
- 7,3 procent av handel
- 7,3 procent av samfärdsel
- 3,7 procent av offentliga tjänster m.m.
- 2,1 procent av husligt arbete
- 1,3 procent av ospecificerad verksamhet.

Av den förvärvsarbetande befolkningen jobbade bland annat 22,8 procent med jordbruk och boskapsskötsel, 13,3 procent i jord- och stenindustrin, 10,5 procent i livsmedelsindustrin och 8,8 procent med gruvbrytning. 396 av förvärvsarbetarna (27,1 procent) hade sin arbetsplats utanför kommunen.

## Politik

### Mandatfördelning i valen 1950-1970
| 2 | 22 | 5 | 5 |  |

| 33 |

| 2 | 21 | 5 | 4 | 3 |

| 30 | 5 |

|  | 21 | 5 | 4 | 4 |

| 30 | 5 |

|  | 23 | 5 | 4 | 2 |

| 28 | 7 |

| 2 | 21 | 5 | 4 | 3 |

| 29 | 6 |

|  | 20 | 7 | 5 | 2 |

| 28 | 7 |